# Université Claude-Bernard-Lyon-I
Université Claude-Bernard-Lyon-I je jednou ze tří veřejných univerzit ve francouzském Lyonu. Je pojmenována po francouzském fyziologovi Claude Bernardovi a specializuje se na vědu a techniku, lékařství a sportovní vědu. Byla založena v roce 1971 sloučením "fakulty věd v Lyonu" a "lékařské fakulty".
Hlavní administrativní, výukové a výzkumné zázemí se nachází ve Villeurbanne a další kampusy se nacházejí v Gerlandu, Rockefelleru a Laennecu v 8. obvodu Lyonu. K univerzitě jsou připojeny Hospices Civils de Lyon, včetně Centre Hospitalier Lyon-Sud, což je největší univerzitní nemocnice v regionu Rhône-Alpes a druhá největší ve Francii.
Univerzita je nezávislá od ledna 2009. V roce 2020 hospodařila s ročním rozpočtem přes 420 milionů eur a měla 2857 pedagogických pracovníků.

## Slavní absolventi
- Louisa Nécibová, francouzská fotbalistka
- Ivan Wilhelm, český jaderný fyzik a vysokoškolský pedagog